# Chaudeney-sur-Moselle
Chaudeney-sur-Moselle es una comuna francesa situada en el departamento de Meurthe y Mosela, en la región de Gran Este.

## Demografía
| 477 | 419 | 526 | 530 | 623 | 661 | 729 |
| Para los censos de 1962 a 1999 la población legal corresponde a la población sin duplicidades (Fuente: INSEE [Consultar]) |     |     |     |     |     |     |